# ジャッジ (ディベート)
ジャッジは、ポリシーディベートの勝者と敗者を決定するだけでなく、参加者のスピーカーの相対的な価値を評価するための責任者を指す。
裁判官は、短時間で提示複雑な問題を解決する必要がある一方で、公平性を損ねる可能性がある自分の個人的な信念を介入させることを避ける必要がある。

## Speaker Points
ジャッジは試合の中で自分が勝利していると考える側に投票するのみならず、各選手に「Speaker Points」を与える責任がある。
標準的な「Speaker Points」は1-30の間でディベーターの会話技術を数字で評価することで構成される。
基本的な規模での標準的なばらつきは25から29.5であり、30については多くの場合完璧に近いスピーカーのために留保されている。 
26.5のような0.5刻みの点数が許されており、ディベート大会の最後に最優秀選手最優秀選手が表彰されることもある。
ほとんどのトーナメントでは、予選を突破するチーム（大会全体での勝者は一つの試合にて決定される）を勝敗記録で選び、拮抗する場合は「Speaker Points」で決定する。

## Judge Qualifications
「置物ジャッジ」や地域から募集された経験の浅いジャッジを重要な「ゲームの一部」と見なすリーグもある。
これらのリーグでのディベートは、全く議論の経験を持たない個人にプレゼンテーションを合わせることが出来なければならず、判定させなければならない。
置物ジャッジを使用すると、デリバリーと議論に有意な影響を与える。なぜなら多くの場合置物ジャッジは高速スピーチや複雑なディベート理論を理解できないからである。
このため、資格を持つジャッジ、一般的にはディベート経験者がディベートの判定を行うように制限しているリーグもある。
置物ジャッジの使用やそれによるスピードや表現、議論への影響は米国の高校のディベートのコミュニティで大きな論争を生んでいる。

## パラダイム
（一般的には高校、および/または専門学校でのディベーターであった）経験豊富なディベートのジャッジは、一般的にその他のジャッジよりも、特定の議論とスタイルを好む考え方を取る。 
時代の流れに応じて、ジャッジはディベートを決定した際に使用する基準を変更してきた。
現在、大学の議論の中でますます人気が高まり、それが高校ディベートに流入しているのは 「攻撃·防御」パラダイムという立場から議論を検討することである。 
このため、ディベーターがジャッジに彼らの経験と判定のためのパラダイムを尋ねることは通例である。判定のパラダイムは以下のようなものである。

### Stock Issues
ストックイシューを取るジャッジは、肯定側のプランが全て立証責任を果たさなければならないとします（ストックイシューの下での「理論」を参照）
否定側が肯定側の議論のいずれかでも欠けていると証明できたならば、プランが否定される根拠とする。
ストックイシューを取るジャッジは一般的に試合中の論点を明らかかつ明確にプレゼンテーションすることを好み、表面上そのトピックにつながらないとみなされる議論を好まない。

### Policymaker
Policymakerを取るジャッジはPolicymakerとしての理論的な視点を取る傾向にあり、それ自体彼らは最高の政策オプションを示した側に投票する。
一般的にPolicymakerを取るジャッジはデメリットとカウンタープランを重視して投票し、クリティークやトピカリティーの議論には投票しないかもしれない。
しかしながら、ゲーマーパラダイム（以下参照）を自分の視点に組み込むpolicymakersがますます増えており、クリティークの議論に対して開放的になっている。
このパラダイムの基本は否定側のデメリットに対する肯定側のメリットの計算である。

### Hypothesis Tester
hypothesis testerはトピックになっている論題を肯定側がプランを通じてテストしている仮説であるとみなしている。
このパラダイムはプランに焦点を置いたディベートの代わりにディベートの論題に焦点を置き、否定側チームに肯定側に対する反対を行う非標準的な論点を開拓している。
このパラダイムでは一般的に、ジェネリックな論点によるアタック、内因性の議論、カウンタープラン、カウンターワラント、コンディショナルアーギュメントなどジャッジに受け入れられる。

### Tabula Rasa
これはラテン語であり、「白板」と翻訳される。「tabula rasa」を取るジャッジは投票する適切なものについて全く前提がない状態でディベートを始めることを主張する。
「タブラ」なジャッジは特定のパラダイムを前提とする代わりにチームがなぜ議論が投票につながるかを示すことを期待する。
一般化することは不公平だが、大半のタブラなジャッジはカウンタープラン、デメリットクリティークとともに高速スピーチが快適であろう。
しかしながら、タブラなジャッジに彼らが特定の議論の形式に対する振る舞いを尋ねるのが最もよい。

### Game Theorist
Gamesを取るジャッジは特に高校の試合を判定する若い大学ディベーターの間で1990年代に一般になった。
名前が示す通り、これらのジャッジはディベートはゲームであり、筋の通った三段論法を形成する全ての議論が試合中で「フェアプレイ」であると信じている。
このパラダイムを取るジャッジはチームの一つが後述する政策が試合中最もメリットを生む政策であると証明する限り、月を気化させる、アメリカを解散させる、その他普通は「不合理である」と考えられるいかなる政策へ投票することに全く不安を抱かない。

### Appearance
このパラダイムを取るジャッジはしばしば置物ジャッジとして知られており、スピーチの様子と雄弁さを基にして判定する。
このジャッジは普通推奨されないが、ディベート理論やデリバリーへの経験に欠け、それゆえ無意識のうちにこの判定方法に頼るジャッジもいる。
高速スピーチ、クリティーク、専門用語、カウンタープランが強く反対され、デメリットをゆっくりそして詳細に説明をするべきです。

## Mutual Preference Judging
相互優先審査（MPJ）は、いくつかの高校とほとんどの大学の政策論議のトーナメントで採択された方法です。 
MPJは、それぞれのディベートチームがプール内の各ジャッジランク付けし、その後各チームが好みに応じて均等に割り当てられたジャッジを選び、彼らはできるだけ多くがの好みに合うようにラウンドにジャッジを割り当てます。 
MPJはディベートコミュニティのいくつかによって批判されており、ディベートのニッチなスタイルがジャッジの多様な幅に合わせてスピーチして競争するインセンティブを奪っていると思われている。ディベートコミュニティー間にある議論の巨大な溝や特定のジャッジが「文明の衝突ディベート」を避けることを正当なものと見なしていないので必要であると感じている。その他の懸念として、MPJは、女性や少数派のジャッジが判定する試合数を削減してしまうことがあるが、この主張を裏付ける決定的な証拠はない。 

## References
- Bilyeu, Bob. (2004). An Army of One - A challenge to Debate Coaches. Rostrum.
- Dartmouth Debate Workshop (2008) Speaking Skills handouts in order to get better speaker points
- Davis, Bill. (2001). Burning Bridges: Zen and the Art of Judge Adaptation. Rostrum. Retrieved December 30, 2005.
- Durkee, John. (2005). Debating About Debating. Rostrum.
- Heidt, Jenny. (2003). The Case Against Mutual Preference Judging. Rostrum. Retrieved December 30, 2005.
- Scherschel, Mary Rose. (1999). National Certification for Cross Examination Debate Judges:  A Competitor's Perspective. Rostrum. Retrieved December 31, 2005.
- Stannard, Matthew. (2000). Speculations on the Effects of Mutual Preference Judging on Debate Communities. Debate Central Library. Retrieved June 13, 2008.